# Gears of War
Gears of War är en taktisk third-person shooter utvecklad av Epic Games och publicerad av Microsoft Game Studios. Spelet utkom i två versioner; en standard och en Limited Collector's Edition, där den förstnämnda enbart innehöll spelet. Den andra inkluderade utöver spelet även en skiva med extramaterial och en bok med namnet "Destroyed Beauty", som gav spelaren detaljerad information om historiens bakgrund.

## Handling
Gears of War utspelar sig på planeten Sera, en planet bebodd av människor. Över flera årtionden har Pendulum Krigen tagit plats mellan olika länder, och slutade efter att COG (Coalition of Ordered Government) tagit kontroll över planeten. Kriget kom snabbt till ett slut på "Emergence Day", när en girig styrka känd som Locust Horde som brast underifrån upp till större städer, med användning av ett nätverk med underjordiska tunnlar.
Marcus Fenix (John DiMaggio), en före detta soldat som numera sitter i fängelset, blir befriad av sin vän Dominic Santiago. De två och resten av Delta Squad ger sig iväg för att leta efter Alpha Squad, som har försvunnit. När de har hittat det som finns kvar av Alpha Squad ska de bege sig ned i underjorden för att där placera en maskin som ska kartlägga underjorden, där fienden bor, för att kunna släppa en bomb som ger maximal effekt. Det misslyckas, men de får ändå tag på en karta och i slutet släpper man en bomb för att utrota Locust (fienden).

## Multiplayer
Det går att spela Gears of War via Xbox Live, både i rankade och orankade matcher. Det finns fyra spellägen: Assassination, Execution, Warzone och Annex. Annex fanns inte då spelet släpptes, utan blev tillgängligt via en uppdatering.
- Warzone går ut på att ens lag ska döda alla i det andra laget och vice versa. När man dör så får man vänta tills ett av lagen vinner. Det lag som vinner är det som sist har en levande spelare kvar.
- Execution liknar Warzone, med skillnaden att någon i ens lag måste gå fram och "avrätta" motståndaren. Om man misslyckas göra detta inom en viss tid blir spelaren "frisk" igen.
- I  Assassination har varje lag en "ledare" som det andra laget ska försöka döda. Ledaren är den enda som kan ta upp vapen, men om ledaren tar upp ett vapen och sedan släpper det kan alla andra i laget plocka upp det. Om man dödar ledaren i det andra laget blir man ledare i nästa omgång.
- Annex går ut på att ta en ring och att sedan försvara denna.

Det finns även ett kooperativt läge, som går att spela både över Xbox Live och split-screen.

## Framgångar
Spelet nådde stor framgång efter sin release. Samma vecka som dess release i Europa blev spelet det mest spelade spelet över Xbox Live , efter Halo 2 som varit ledande sedan dess release i november 2004. Xbox Live-användandet ökade med 50 procent efter det att Gears of War kom ut. Gears of War hade efter sex veckors tillgänglighet sålt över två miljoner exemplar. Den 7 november 2008 släpptes Gears of War 2.